# Serra de Malacara
La Serra de Malacara se situa en la zona centre-occidental de la província de València, servint com límit entre dues comarques: la Plana de Requena-Utiel, a l'oest, i la Foia de Bunyol, a l'est; entre la conca del riu de Bunyol, afluent per l'esquerra del Magre i del riu Joanes.

## Particularitats
És un relleu calcari que supera els 1.100 metres d'altitud, amb el seu punt més elevat en el Pic Nevera, de 1.118 m.
És un dels relleus muntanyencs més importants que es poden veure al migdia de l'autovia A-3, una vegada superat el port de Bunyol, amb cotes que arriben als 1.000 metres d'altitud.
Des del punt de vista geològic, la serra de Malacara és una estructura anticlinal el nucli de la qual són les calcàries del Juràssic. La seua direcció és aproximadament NO-ES (similar, per tant, a l'alineació tectònica de tota la Serralada Ibèrica), enfonsant-se el seu eix cap al sud-est, on afloren materials del cretàci.